# Tabanus cinnamoneus
Tabanus cinnamoneus är en tvåvingeart som beskrevs av Carl Ludwig Doleschall 1859. Tabanus cinnamoneus ingår i släktet Tabanus och familjen bromsar. Inga underarter finns listade i Catalogue of Life.